# Bishopscourt (Man)

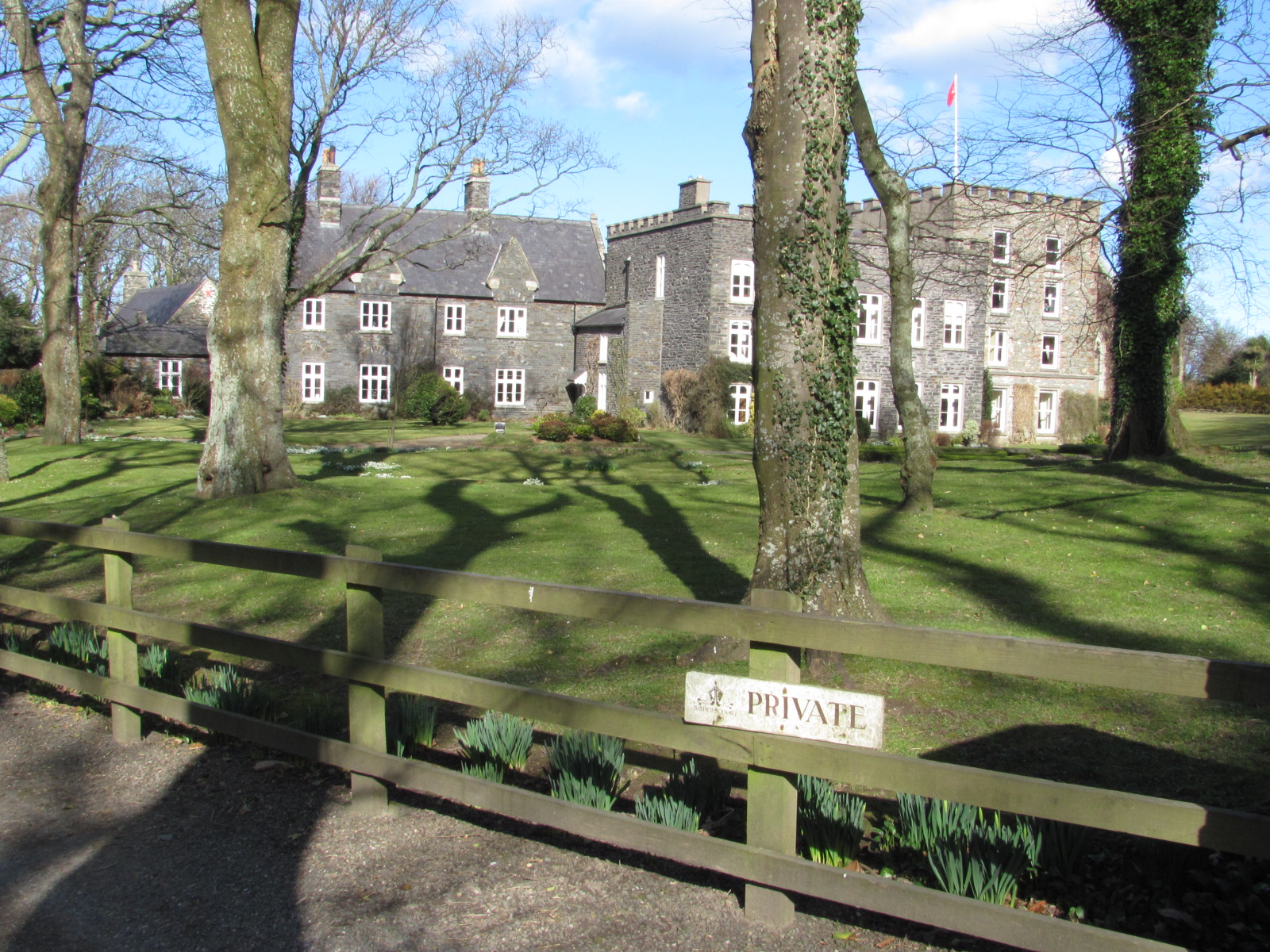
Bishopscourt House auf der Isle of Man

Bishopscourt (vorher in Manx auch Ballacurry, dt.: Bauernhof von McCurry oder O’Curry) ist ein Landhaus aus dem 17. Jahrhundert mit St.-Nikolaus-Kapelle und dem früheren Anwesen des Pfarrhauses Ballachurry oder Bishopscourt. Das Haus liegt nördlich von Kirk Michael an der Straße von Castletown nach Ramsey auf der britischen Insel Man, war früher die Residenz des Bischofs von Sodor und Man und ist heute in privater Hand.
Bishopscourt ist ein historischer Punkt in den Rennen der Tourist Trophy in der Nähe des 16. Meilensteins des Snaefell Mountain Course.

## Geschichte
Die heutige Residenz stammt aus dem 17. Jahrhundert. Bischof Thomas Wilson ließ ab 1698 den früheren, mit einem Graben versehenen Orry’s Tower und die frühere Residenz aus Holz neu bauen, nachdem er „das Haus in Ruinen und nur einen Turm und eine Kapelle ganz“ vorgefunden hatte. Bischof Wilson ließ die neue Residenz im mit Zinnen versehenen Scottish Baronial Style erbauen. Ab 1784 wurde sie für Bischof Claudius Crigan erweitert. Den Orry’s Tower ließ Bischof Crigan instand setzen, weil er „in Bischopscourt residieren wollte, die Ruinen reparieren und sogar neu bauen lassen ließ, was hohe Ausgaben erforderte“. Die Kapelle aus dem Jahre 1651 anschließend an den Orry’s Tower wurde um 1815 abgerissen und die eine georgianische Kapelle an selber Stelle ersetzt, die ihrerseits von Bischof Horatio Powys durch eine viktorianisch-neugotische Nikolaus-Kapelle an geringfügig anderer Stelle ersetzt wurde. Weitere Renovierungen gab es nachdem 1893 ein Brand den Hallentrakt des Landhauses zerstört hatte.